# Unterseeboot 1277
L'Unterseeboot 1277 ou U-1277 est un sous-marin allemand (U-Boot) de type VIIC/41 utilisé par la Kriegsmarine pendant la Seconde Guerre mondiale.
Le sous-marin fut commandé le 13 juin 1942 à Bremen-Vegesack (Bremer Vulkan), sa quille fut posée le 6 août 1943, il fut lancé le 18 mars 1944 et mis en service le 3 mai 1944, sous le commandement de l'Oberleutnant zur See Peter-Ehrenreich Stever.
L'U-1277 n'endommagea ou ne coula aucun navire au cours de l'unique patrouille (53 jours total en mer) qu'il effectua.
Il fut sabordé au large du Portugal, en juin 1945.

## Conception
Unterseeboot type VII, l'U-1277 avait un déplacement de 759 tonnes en surface et 860 tonnes en plongée. Il avait une longueur hors-tout de 67,20 m, un maître-bau de 6,20 m, une hauteur de 9,60 m et un tirant d'eau de 4,74 m. Le sous-marin était propulsé par deux hélices de 1,23 m, deux moteurs diesel Germaniawerft F46 de 6 cylindres en ligne de 1 400 ch à 470 tr/min, produisant un total de 2 060 à 2 350 kW en surface et de deux moteurs électriques Allgemeine Elektricitäts-Gesellschaft GU 460/8-276 de 375 ch à 295 tr/min, produisant un total 550 kW, en plongée. Le sous-marin avait une vitesse en surface de 17,7 nœuds (32,8 km/h) et une vitesse de 7,6 nœuds (14,1 km/h) en plongée. Immergé, il avait un rayon d'action de 80 nautiques (150 km) à 4 nœuds (7,4 km/h; 4,6 milles par heure) et pouvait atteindre une profondeur de 230 m. En surface son rayon d'action était de 8 500 nautiques (soit 15 700 km) à 10 nœuds (19 km/h).
L'U-1277 était équipé de cinq tubes lance-torpilles de 53,3 cm (quatre montés à l'avant et un à l'arrière) et embarquait quatorze torpilles. Il était équipé d'un canon de 8,8 cm SK C/35 (220 coups), d'un canon de 20 mm Flak C30 en affût antiaérien et d'un canon 37 mm Flak M/42 qui tire à 15 350 mètres avec une cadence théorique de 50 coups par minute. Il pouvait transporter 26 mines TMA ou 39 mines TMB. Son équipage comprenait 4 officiers et 40 à 56 sous-mariniers.

## Historique
Il reçut sa formation de base au sein de la 8. Unterseebootsflottille à Danzig jusqu'au 31 janvier 1945, puis il intégra sa formation de combat dans la 11. Unterseebootsflottille basé à Bergen.
Sa première et unique patrouille est précédée d'une courte croisière de Kiel à Stavanger. Elle commence le 21 avril 1945 au départ de Stavanger pour les côtes britanniques. Le 8 mai 1945, Dönitz impose à toutes les unités de la Kriegsmarine de se rendre aux Alliés ou de rallier leur port d'attache sous huit jours. Mais l'U-1277 ignore l'ordre : le commandant Peter-Ehrenreich Stever ne voulait pas se rendre aux Alliés, craignant d'être fait prisonniers par les Russes. Il envisage de se rendre aux Espagnols, mais des informations confuses au sujet d'un potentiel soulèvement communiste en Espagne infléchissent l'avis du commandant. 
Près d'un mois après la reddition allemande, l'U-1277 est sabordé par son équipage le 3 juin 1945 au large de Porto, au Portugal, à la position géographique 41° 13′ N, 8° 43′ O.
La totalité des 47 membres d'équipage rejoignit par canots pneumatiques la plage d'Angeiras. Capturés par les autorités portugaises, ils sont remis à un navire de guerre britannique et internés dans un camp de prisonniers de guerre jusqu'en 1947. 
Deux autres U-Boote ont enfreint les ordres donnés par l'Amiral Dönitz : l'U-530 et l'U-977 ont fui respectivement le 30 juillet 1945 et le 17 août 1945, en Argentine.
L'épave de l U-1277 est tombée dans l'oubli jusqu'en 1973, date à laquelle elle est retrouvée partiellement ensablée par un groupe de plongeurs portugais, gisant par 30 mètres de fond à la position 41° 09′ N, 8° 41′ O. Le site est régulièrement visité par les plongeurs.

## Affectations
- 8. Unterseebootsflottille du 3 mai 1944 au 31 janvier 1945 (Période de formation).
- 11. Unterseebootsflottille du 1er février 1945 au 8 mai 1945 (Unité combattante).

## Commandement
- Kapitänleutnant Ehrenreich-Peter Stever du 3 mai 1944 au 3 juin 1945.

## Patrouilles
|       | Commandant                     | Départ        | Départ    | Arrivée       | Arrivée   | Jours    | Succès |
| ----- | ------------------------------ | ------------- | --------- | ------------- | --------- | -------- | ------ |
|       | Kptlt. Ehrenreich-Peter Stever | 5 avril 1945  | Kiel      | 13 avril 1945 | Stavanger | 9 jours  |        |
| 1     | Kptlt. Ehrenreich-Peter Stever | 21 avril 1945 | Stavanger | 3 juin 1945   | Sabordé   | 44 jours |        |
| Total | Total                          | Total         | Total     | Total         | Total     | 53 jours | 0 t    |

Note : Kptlt. = Kapitänleutnant